# Stanisław Lubomirski (marszałek wielki koronny)

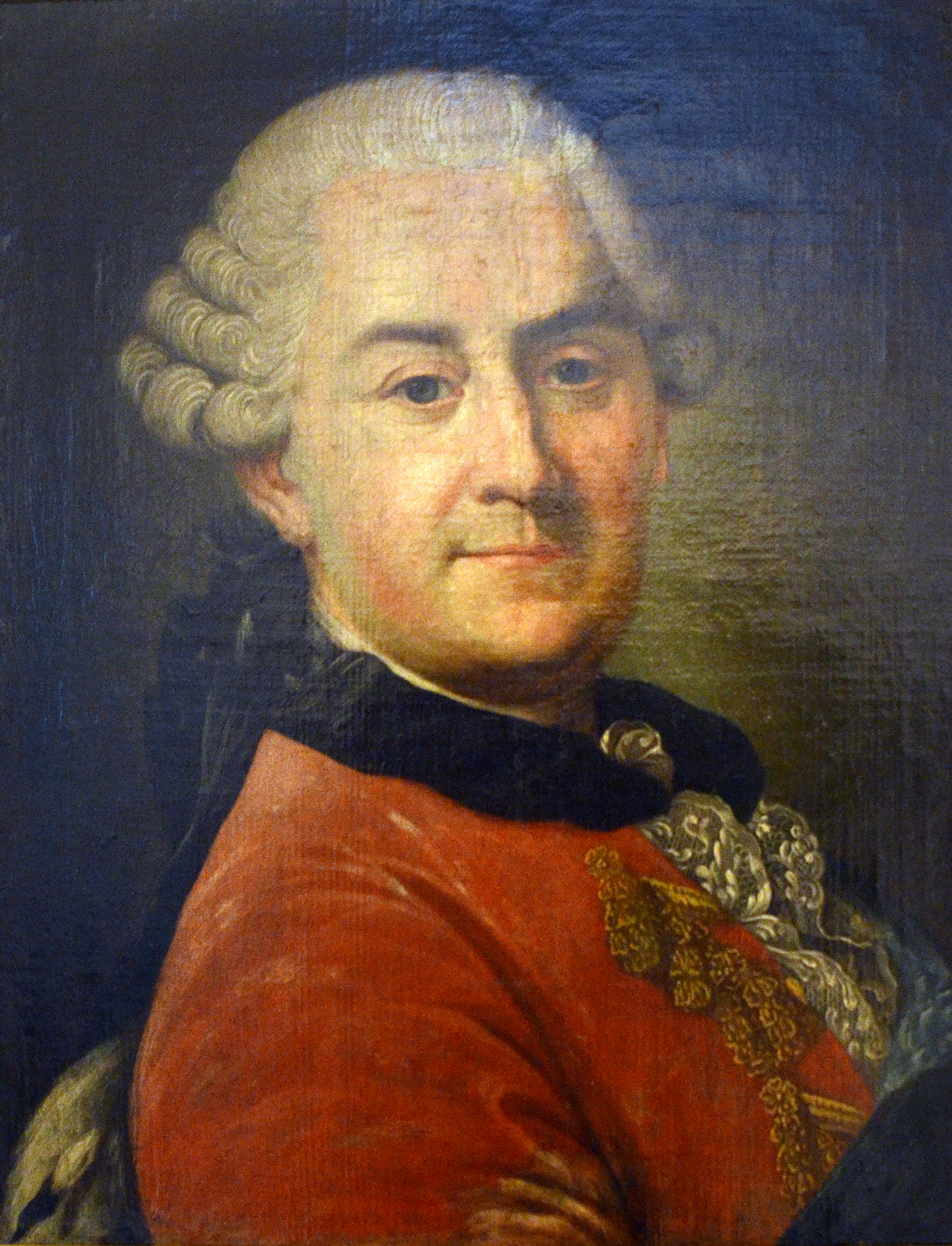
Portret marszałka Lubomirskiego

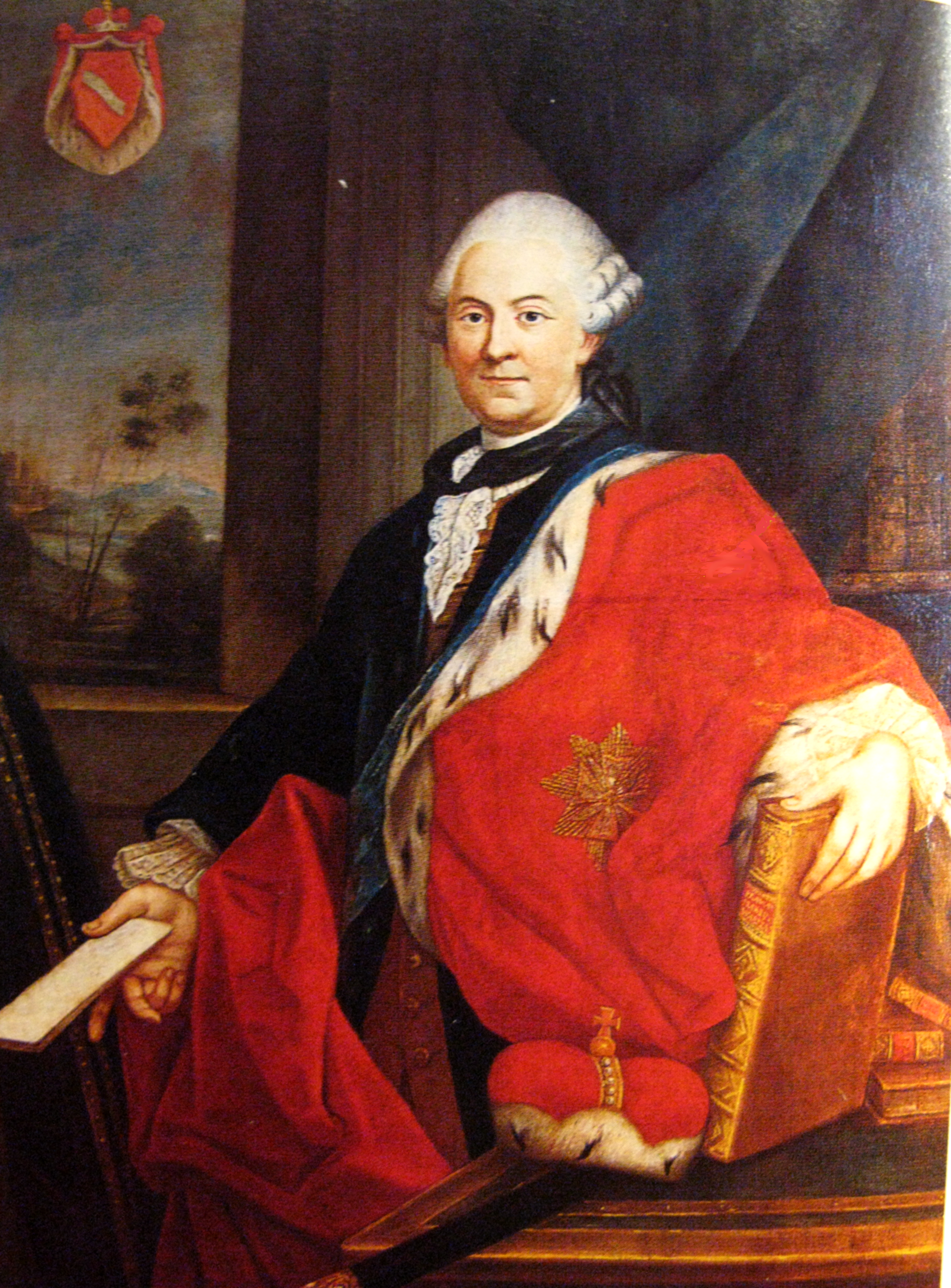
Portret marszałka w stroju książęcym

Stanisław Lubomirski herbu Szreniawa bez Krzyża (ur. 25 grudnia 1722 w Krakowie zm. 12 sierpnia 1783 w Łańcucie) – marszałek wielki koronny od 1766 roku, strażnik wielki koronny w latach 1752–1766, komisarz z rycerstwa Komisji Skarbowej Koronnej w 1765 roku, konsyliarz Rady Nieustającej w 1780 roku, starosta wiślicki w 1765 roku, starosta kałuski, goszczyński i lubocheński.

## Życiorys
Poseł na sejmy (1746–1762), członek Stronnictwa Familii.
Syn Józefa Lubomirskiego, wojewody czernihowskiego, i Teresy Mniszchówny, brat Antoniego, kasztelana i wojewody krakowskiego.
Był osobą zamożną i wspierał interesy Familii. Odgrywał rolę jednego z przywódców obozu Czartoryskich (ożenił się z Elżbietą, córką Augusta Aleksandra Czartoryskiego). Jego córkami były Julia Potocka, Konstancja Rzewuska, Izabela Potocka i Aleksandra Potocka. Później był nieprzejednanym wrogiem ostatniego króla Polski – Stanisława Augusta Poniatowskiego. Zasłużony dla rozwoju Warszawy, zwalczał wpływy rosyjskie w Polsce.
Poseł województwa sandomierskiego na sejm 1746 roku. Poseł koronny z Inflant na sejm 1748 roku. Wybrany posłem na sejm 1756 roku z powiatu sandomierskiego województwa sandomierskiego. Był posłem z województwa sandomierskiego na sejm 1758 roku. W 1758 roku reaktywował polską lożę masońską - Trzech Braci.  Poseł na sejm nadzwyczajny 1761 roku z województwa sandomierskiego. 29 kwietnia 1761 roku zerwał sejm nadzwyczajny. Poseł na sejm 1762 roku z województwa sandomierskiego. W 1764 był jednym z inicjatorów reform sejmu konwokacyjnego. Był marszałkiem województwa sandomierskiego w konfederacji Czartoryskich w 1764 roku, konsyliarzem konfederacji Czartoryskich w 1764 roku i posłem z województwa sandomierskiego na sejm konwokacyjny. W 1764 roku był elektorem Stanisława Augusta Poniatowskiego z województwa sandomierskiego. Poseł na sejm koronacyjny 1764 roku z województwa sandomierskiego. Był posłem na sejm 1766 roku z województwa sandomierskiego. Otrzymawszy 1766 laskę marszałkowską uczynił dużo dla podniesienia Warszawy, pracował nad reformą sądownictwa karnego. W czasie konfederacji barskiej umacniał St. Augusta w oporze przeciw Rosji, usiłując go przeciągnąć na stronę konfederatów i Francji. Członek konfederacji 1773 roku. Jako członek delegacji na Sejmie Rozbiorowym 1773–1775 był przedstawicielem opozycji. 18 września 1773 roku podpisał traktaty cesji przez Rzeczpospolitą Obojga Narodów ziem zagarniętych przez Rosję, Prusy i Austrię w I rozbiorze Polski.
Po pierwszym rozbiorze należał do opozycji magnackiej, działającej przeciw królowi w oparciu o Austrię, zasiadał w Radzie Nieustającej. Członek Departamentu Policji Rady Nieustającej w 1779 roku. Członek konfederacji Andrzeja Mokronowskiego w 1776 roku.
Przekazał fundusze na budowane przez Nataniela Mateusza Wolfa obserwatorium astronomiczne na Biskupiej Górce w Gdańsku. W 1757 odznaczony Orderem Orła Białego. W 1765 został kawalerem Orderu Świętego Stanisława.